# RV JOIDES Resolution
JOIDES Resolution – statek badawczy przeznaczony do wierceń podmorskich w celu wydobycia próbek geologicznych (rdzeni).
Zbudowany w 1978 jako typowa jednostka do wierceń w poszukiwaniu ropy i gazu i nazwany Sedco/BP 471 przez 6 lat pracował dla British Petroleum i Schlumbergera. W 1984 Schlumberger przekształcił statek w jednostkę badawczą i nazwał JOIDES Resolution. JOIDES jest akronimem od Joint Oceanographic Institutions for Deep Earth Sampling zaś Resolution nawiązuje do Resolution – statku Jamesa Cooka. W 1985 statek został wydzierżawiony dla Ocean Drilling Program – międzynarodowego związku organizacji i instytucji badawczych. W 2003 ODP zakończył działalność, a jego następcą został Integrated Ocean Drilling Program (IODP), w ramach którego współpracuje 14 instytucji naukowych z USA i 21 instytucji z innych państw. 

## Dane techniczne
Statek o długości 143 metrów i szerokości 21 m ma zainstalowaną wieżę wiertniczą o wysokości 61,5 m ponad poziom wody, która może opuścić przewód wiertniczy o długości do 8235 metrów przez „moonpool” – studnię wiodącą poprzez kadłub statku o średnicy około 7 metrów. Dzięki systemowi kompensacji ruchu statku na fali, wiercenia można prowadzić przy falowaniu nie większym niż 5 metrów.
Statek napędzają dwie śruby, silniki główne mają moc 9000 SHP. Do utrzymania statku na pozycji w czasie wierceń wykorzystywany jest system dynamicznego pozycjonowania, który używa 12 pędników azymutalnych. Pomieszczenia mieszkalne mogą pomieścić 135 osób. Zazwyczaj załoga statku i personel wiertniczy liczy około 65 osób. Oprócz nich na statku przebywa około 50-osobowa ekipa naukowa. Autonomiczność jednostki wynosi maksymalnie 75 dni, lecz poszczególne rejsy trwają zazwyczaj 2 miesiące.
Do badań wydobytych rdzeni i próbek przeznaczony jest obszar o powierzchni 1114 m², położony na 7 pokładach. Obszar ten zawiera 10 laboratoriów, między innymi: paleontologiczne, chemiczne, mikroskopowe, właściwości fizycznych, rentgenowskie, paleomagnetyczne. Wydobyte rdzenie mogą być przechowywane w specjalnie chłodzonym pomieszczeniu.
Na rufie znajduje się lądowisko śmigłowców, mogące przyjmować śmigłowce do wielkości Sikorsky SH-3 Sea King.

## Popularyzacja nauki
W skład ekipy naukowej, oprócz naukowców badających wydobyte próbki, wchodzi kilka osób związanych z edukacją, które mogą z bliska obserwować pracę naukowców, aby następnie przekazywać wiedzę o badaniach uczniom i szerszej publiczności. Jedną z form ich działalności są spotkania „na żywo” przez Internet ze zgłoszonymi wcześniej grupami (najczęściej szkolnymi), w czasie których uczestnicy ekspedycji opowiadają o prowadzonych przez statek badaniach.